# A' Ghlas-bheinn
A' Ghlas-bheinn är ett berg i Storbritannien. Det ligger i kommunen Highland och riksdelen Skottland, i den nordvästra delen av landet, 700 km nordväst om huvudstaden London. Toppen på A' Ghlas-bheinn är 918 meter över havet, eller 400 meter över den omgivande terrängen. Bredden vid basen är 3,3 km.
Terrängen runt A' Ghlas-bheinn är huvudsakligen kuperad, men söderut är den bergig.Runt A' Ghlas-bheinn är det mycket glesbefolkat, med 2 invånare per kvadratkilometer. Närmaste större samhälle är Glenelg, 19,7 km väster om A' Ghlas-bheinn. Trakten runt A' Ghlas-bheinn består i huvudsak av gräsmarker.